# 이지신
이지신(李之信, 1512년~1581년)은 조선의 문신이다.

## 생애
1543년에 식년 문과에 급제하여 승정원정자를 거쳐 1550년에 춘추관기사관을 지내며 《중종실록》의 편찬에 기여했다. 이후 호조참의 예조참의, 황해도관찰사, 장례원판결사, 첨지중추부사를 지냈다.